# Battiato (mi spezza il cuore)
Battiato (mi spezza il cuore) è un singolo del cantante italiano Morgan, pubblicato il 1º agosto 2022.

## Descrizione
Il singolo contiene cinque versioni del brano, scritto e composto da Morgan in seguito alla scomparsa del cantautore Franco Battiato, a cui era molto legato. Il brano è basato su una melodia di pianoforte a cui sono associate delle frequenze alternative, rivisitato anche in versione orchestrale e sinfonica.

## Promozione
Il brano è stato presentato il 15 maggio 2022 a Domenica in, eseguito nuovamentre tre giorni dopo durante il documentario Il coraggio di essere Franco. È stato ufficialmente pubblicato il successivo 1º agosto, annunciato con un post sui profili social del cantante.

## Tracce
Testi e musiche di Morgan.
1. Battiato (mi spezza il cuore) (Radio Cut) – 4:53
2. Battiato (mi spezza il cuore) (Soundtrack di Il coraggio di essere Franco) – 2:35
3. Battiato (mi spezza il cuore) (Sinfonica) – 7:45
4. Battiato (mi spezza il cuore) (Arrangiamento orchestrale) – 7:56
5. Battiato (mi spezza il cuore) (Extended) – 9:32